# Titre exécutoire

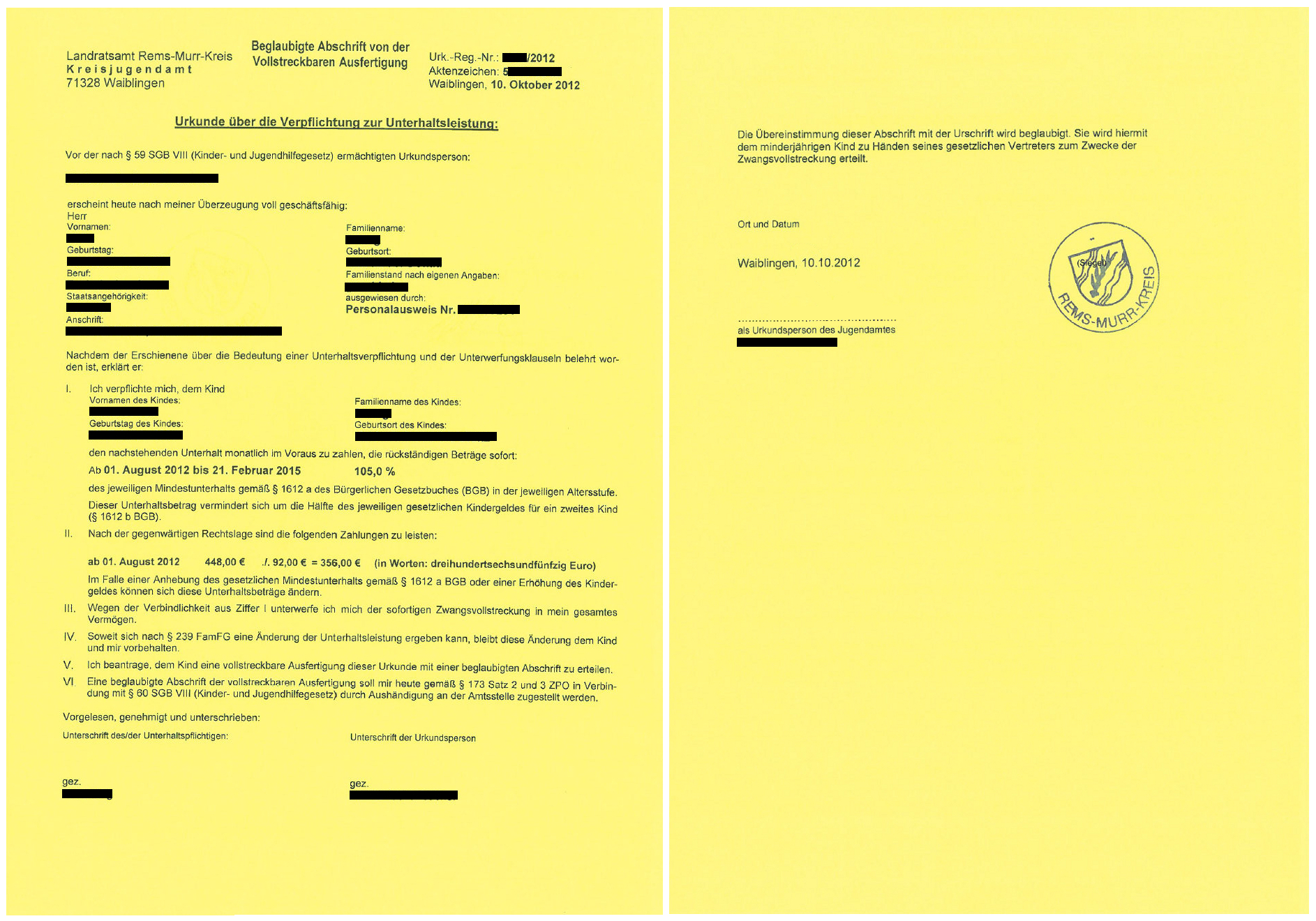
Copie certifiée conforme de la copie exécutoire d'un acte relatif à l'obligation alimentaire en allemand.

Un titre exécutoire est en droit français, un acte juridique constatant une créance et permettant au créancier d'en poursuivre l'exécution forcée sur les biens de son débiteur dans les conditions propres à chaque mesure d'exécution.
Il peut être mis en œuvre par exemple lors d'une saisie administrative à tiers détenteur (SATD), ou à la suite de l'intervention d'un commissaire de justice.
Plus simplement, il s'agit d'un « écrit permettant au créancier d'obtenir le recouvrement forcé de sa créance (saisie des biens) ».
Le titre exécutoire peut être exécutoire en vertu du droit national français mais aussi en vertu d'accords particuliers relatifs à la reconnaissance des décisions internationales.

## Le titre exécutoire de droit français
En France, un titre exécutoire est un acte qui constate un droit, par exemple une créance liquide et exigible, « susceptible de justifier l'utilisation d'une voie d'exécution ».
Pour pouvoir être exécutés, ces titres doivent généralement avoir été signifiés et porter la formule exécutoire. Cependant certains titres sont exécutoires au seul vu de la minute, l'original de l'acte. Ils n'ont donc pas à être signifiés ou à porter de formule exécutoire.
Les différents titres exécutoires sont énumérés par l'article L.111-3 du Code des procédures civiles d'exécution :

« Seuls constituent des titres exécutoires :  
1° Les décisions des juridictions de l'ordre judiciaire ou de l'ordre administratif lorsqu'elles ont force exécutoire, ainsi que les accords auxquels ces juridictions ont conféré force exécutoire ;
2° Les actes et les jugements étrangers ainsi que les sentences arbitrales déclarés exécutoires par une décision non susceptible d'un recours suspensif d'exécution ;
3° Les extraits de procès-verbaux de conciliation signés par le juge et les parties ;
4° Les actes notariés revêtus de la formule exécutoire ;
5° Le titre délivré par l'huissier de justice en cas de non-paiement d'un chèque ;
6° Les titres délivrés par les personnes morales de droit public qualifiés comme tels par la loi, ou les décisions auxquelles la loi attache les effets d'un jugement;
7° Les transactions et les actes constatant un accord issu d'une médiation, d'une conciliation ou d'une procédure participative, lorsqu'ils sont contresignés par les avocats de chacune des parties et revêtus de la formule exécutoire par le greffe de la juridiction compétente. »

En complément de l'article L.111-3, 6° du Code des procédures civiles d'exécution précité, les titres émis par le Trésor public (ou un autre comptable public) constituent un titre exécutoire, et ne nécessitent donc pas l'intervention d'un juge, au sens de l'article L252A du Livre des procédures fiscales, notamment lors de la mise en œuvre d'une saisie administrative à tiers détenteur (SATD).

« Constituent des titres exécutoires les arrêtés, états, rôles, avis de mise en recouvrement, titres de perception ou de recettes que l'État, les collectivités territoriales ou les établissements publics dotés d'un comptable public délivrent pour le recouvrement des recettes de toute nature qu'ils sont habilités à recevoir.  »

## Le titre exécutoire européen
Entré en vigueur le 21 octobre 2005, le titre exécutoire européen pour les créances incontestées vise à « assurer la libre circulation des décisions, des transactions judiciaires et des actes authentiques dans tous les États membres, sans qu'il soit nécessaire de recourir à une procédure intermédiaire dans l'État membre d'exécution préalablement à la reconnaissance et à l'exécution ». Une décision ou un acte authentique certifié en tant que titre exécutoire européen doit ainsi être exécuté dans les autres États membres, sans qu'une déclaration constatant la force exécutoire soit nécessaire (excepté au Danemark).

### Sources
- Titre exécutoire en droit français sur JurisPedia